# Andrej Karlov
Andrej Gennadjevitj Karlov (ryska: Андре́й Генна́дьевич Ка́рлов), född 4 februari 1954 i Moskva, Sovjetunionen, död 19 december 2016 i Ankara, Turkiet (mördad), var en rysk diplomat. 

## Biografi
1976 tog Karlov examen vid Moskvas statliga institut för internationella relationer, och samma år påbörjade han sin diplomatiska karriär. Han arbetade vid Sovjetunionens ambassad i Nordkorea 1979–84 och 1986–91, och vid Rysslands ambassad i Sydkorea 1992–97. Karlov var Rysslands ambassadör i Nordkorea från den 9 juli 2001 till den 20 december 2006, och Rysslands ambassadör i Turkiets huvudstad Ankara från den 12 juli 2013 till den 19 december 2016, då han sköts till döds av den 22-årige polismannen Mevlüt Mert Altıntaş (1994–2016) under invigningen av en fotoutställning.
Karlov var gift med Marina Karlova och hade en son. Han talade flytande koreanska.